# Parapimelodus valenciennis
Parapimelodus valenciennis is een straalvinnige vissensoort uit de familie van de Pimelodidae. De wetenschappelijke naam van de soort werd als Pimelodus valenciennis in 1874 gepubliceerd door Christian Frederik Lütken.